# Општина Сан Педро Чолула (Пуебла)
Сан Педро Чолула (шп. San Pedro Cholula) општина је у Мексику у савезној држави Пуебла. Општина се налази на надморској висини од 2146 м.

## Становништво
Према подацима из 2010. у општини је живело 120459 становника.

### Хронологија
| Година       | 2000                  | 2005                   | 2010                   |
| ------------ | --------------------- | ---------------------- | ---------------------- |
| Становништво | 99794 (47980 / 51814) | 113436 (54218 / 59218) | 120459 (57578 / 62881) |

### Попис
| \| \| м \| \| \| ж \| \| 0—2 \| 3.224 \| \| \| 3.074 \| \| 3—5 \| 3.503 \| \| \| 3.508 \| \| 6—11 \| 7.311 \| \| \| 7.189 \| \| 12—14 \| 3.492 \| \| \| 3.468 \| \| 15—17 \| 3.641 \| \| \| 3.704 \| \| 18—24 \| 7.355 \| \| \| 8.014 \| \| 60+ \| 4.281 \| \| \| 5.404 \| \| Просек : \| 28,4 \| \| \| 29,8 \| |       |  |  |       |
| |       |  |  |       |
| | м     |  |  | ж     |
| 0—2 | 3.224 |  |  | 3.074 |
| 3—5 | 3.503 |  |  | 3.508 |
| 6—11 | 7.311 |  |  | 7.189 |
| 12—14 | 3.492 |  |  | 3.468 |
| 15—17 | 3.641 |  |  | 3.704 |
| 18—24 | 7.355 |  |  | 8.014 |
| 60+ | 4.281 |  |  | 5.404 |
| Просек : | 28,4  |  |  | 29,8  |

| #   | Индикатор                                                                                        | Вредност |
| --- | ------------------------------------------------------------------------------------------------ | -------- |
| 1   | Становништво од 0 до 2 године                                                                    | 6298     |
| 2   | Мушко становништво од 0 до 2 године                                                              | 3224     |
| 3   | Женско становништво од 0 до 2 године                                                             | 3074     |
| 4   | Становништво са 3 и више година                                                                  | 113386   |
| 5   | Мушко становништво са 3 и више година                                                            | 53966    |
| 6   | Женско становништво са 3 и више година                                                           | 59420    |
| 7   | Становништво са 5 и више година                                                                  | 108733   |
| 8   | Мушко становништво са 5 и више година                                                            | 51630    |
| 9   | Женско становништво са 5 и више година                                                           | 57103    |
| 10  | Становништво са 12 и више година                                                                 | 91875    |
| 11  | Мушко становништво са 12 и више година                                                           | 43152    |
| 12  | Женско становништво са 12 и више година                                                          | 48723    |
| 13  | Становништво са 15 и више година                                                                 | 84915    |
| 14  | Мушко становништво са 15 и више година                                                           | 39660    |
| 15  | Женско становништво са 15 и више година                                                          | 45255    |
| 16  | Становништво са 18 и више година                                                                 | 77570    |
| 17  | Мушко становништво са 18 и више година                                                           | 36019    |
| 18  | Женско становништво са 18 и више година                                                          | 41551    |
| 19  | Становништво од 3 до 5 година                                                                    | 7011     |
| 20  | Мушко становништво од 3 до 5 година                                                              | 3503     |
| 21  | Женско становништво од 3 до 5 година                                                             | 3508     |
| 22  | Становништво од 6 до 11 година                                                                   | 14500    |
| 23  | Мушко становништво од 6 до 11 година                                                             | 7311     |
| 24  | Женско становништво од 6 до 11 година                                                            | 7189     |
| 25  | Становништво од 8 до 14 година                                                                   | 16657    |
| 26  | Мушко становништво од 8 до 14 година                                                             | 8420     |
| 27  | Женско становништво од 8 до 14 година                                                            | 8237     |
| 28  | Становништво од 12 до 14 година                                                                  | 6960     |
| 29  | Мушко становништво од 12 до 14 година                                                            | 3492     |
| 30  | Женско становништво од 12 до 14 година                                                           | 3468     |
| 31  | Становништво од 15 до 17 година                                                                  | 7345     |
| 32  | Мушко становништво од 15 до 17 година                                                            | 3641     |
| 33  | Женско становништво од 15 до 17 година                                                           | 3704     |
| 34  | Становништво од 18 до 24 године                                                                  | 15369    |
| 35  | Мушко становништво од 18 до 24 године                                                            | 7355     |
| 36  | Женско становништво од 18 до 24 године                                                           | 8014     |
| 37  | Женско становништво од 15 до 49 година                                                           | 34645    |
| 38  | Становништво са 60 и више година                                                                 | 9685     |
| 39  | Мушко становништво са 60 и више година                                                           | 4281     |
| 40  | Женско становништво са 60 и више година                                                          | 5404     |
| 41  | Однос између мушкараца и жена                                                                    | 91.57    |
| 42  | Становништво од нуле до 14 година                                                                | 34769    |
| 43  | Становништво од 15 до 64 године                                                                  | 78408    |
| 44  | Становништво од 65 година и више                                                                 | 6507     |
| 45  | Просечан број деце                                                                               | 2.15     |
| 46  | Становништво рођено у ентитету                                                                   | 105905   |
| 47  | Мушко становништво рођено у ентитету                                                             | 50803    |
| 48  | Женско становништво рођено у ентитету                                                            | 55102    |
| 49  | Становништво рођено у другом ентитету                                                            | 12624    |
| 50  | Мушко становништво рођено у другом ентитету                                                      | 5832     |
| 51  | Женско становништво рођено у другом ентитету                                                     | 6792     |
| 52  | Становништво од 5 година и више резидентно у ентитету у јуну 2005. године                        | 104148   |
| 53  | Мушко становништво старосног доба од 5 година и више, резидентно у ентитету у јуну 2005. године  | 49278    |
| 54  | Женско становништво старосног доба од 5 и више година, резидентно у ентитету у јуну 2005. године | 54870    |
| 55  | Становништво од 5 година и више које је живело у другом ентитету у јуну 2005. године             | 3133     |
| 56  | Мушко становништво старије од 5 година које је живело у другом ентитету у јуну 2005. године      | 1520     |
| 57  | Женско становништво старије од 5 година које је живело у другом ентитету у јуну 2005. године     | 1613     |
| 58  | Становништво од 3 године и више које говори аутохтони језик                                      | 1336     |
| 59  | Мушко становништво старо 3 године и више које говори аутохтони језик                             | 704      |
| 60  | Женско становништво старо 3 године и више које говори аутохтони језик                            | 632      |
| 61  | Становништво од 3 године и више које говори аутохтони језик и не говори шпански језик            | 7        |
| 62  | Мушко становништво старо 3 године и више које говори аутохтони језик и не говори шпански         | 0        |
| 63  | Женско становништво старо 3 године и више које говори аутохтони језик и не говори шпански језик  | 7        |
| 64  | Становништво старо 3 године и више које говори аутохтони језик и шпански                         | 1124     |
| 65  | Мушко становништво старо 3 године и више које говори аутохтони језик и шпански                   | 594      |
| 66  | Женско становништво старо 3 године и више које говори аутохтони језик и шпански                  | 530      |
| 67  | Становништво од 5 година и више које говори аутохтони језик                                      | 1325     |
| 68  | Становништво од 5 година и више које говори аутохтони језик и не говори шпански језик            | 7        |
| 69  | Становништво од 5 година и више које говори аутохтони језик и говори шпански језик               | 1115     |
| 70  | Становништво у домородачким домаћинствима                                                        | 2959     |
| 71  | Становништво са ограничењима у активностима                                                      | 3659     |
| 72  | Становништво са ограниченим ходањем или кретањем, горе или доле                                  | 2011     |
| 73  | Становници са ограничењима вида, чак и уз кориштење сочива                                       | 893      |
| 74  | Становништво са ограничењима говора, комуникације или конверзације                               | 309      |
| 75  | Становништво са ограниченим слухом                                                               | 396      |
| 76  | Становништво са ограничењима при одевању, купању или јелу                                        | 148      |
| 77  | Становништво са ограничењима у опажању или учењу једноставних ствари                             | 125      |
| 78  | Становништво са менталним ограничењима                                                           | 315      |
| 79  | Становништво без ограничења активности                                                           | 115339   |
| 80  | Становништво од 3 до 5 година које не похађа школу                                               | 2516     |
| 81  | Мушко становништво од 3 до 5 година које не похађа школу                                         | 1264     |
| 82  | Женско становништво од 3 до 5 година које не похађа школу                                        | 1252     |
| 83  | Становништво од 6 до 11 година које не похађа школу                                              | 422      |
| 84  | Мушко становништво од 6 до 11 година које не похађа школу                                        | 225      |
| 85  | Женско становништво од 6 до 11 година које не похађа школу                                       | 197      |
| 86  | Становништво од 12 до 14 година које не похађа школу                                             | 644      |
| 87  | Мушко становништво од 12 до 14 година које не похађа школу                                       | 330      |
| 88  | Женско становништво од 12 до 14 година које не похађа школу                                      | 314      |
| 89  | Становништво од 15 до 17 година похађа школу                                                     | 5077     |
| 90  | Мушко становништво од 15 до 17 година похађа школу                                               | 2491     |
| 91  | Женско становништво између 15 и 17 година живота у школи                                         | 2586     |
| 92  | Становништво од 18 до 24 године похађа школу                                                     | 5319     |
| 93  | Мушко становништво од 18 до 24 године похађа школу                                               | 2673     |
| 94  | Женско становништво од 18 до 24 године похађа школу                                              | 2646     |
| 95  | Становништво од 8 до 14 година које не може да чита и пише                                       | 473      |
| 96  | Мушко становништво старосног доба од 8 до 14 година које не може да чита и пише                  | 272      |
| 97  | Женско становништво старосног доби од 8 до 14 година које не може да чита и пише                 | 201      |
| 98  | Становништво од 15 година и више које је неписмено                                               | 3460     |
| 99  | Мушко становништво од 15 година и више које је неписмено                                         | 1098     |
| 100 | Женско становништво од 15 година и више које је неписмено                                        | 2362     |
| 101 | Становништво старо 15 и више година без школовања                                                | 3444     |
| 102 | Мушко становништво старо 15 и више година без школовања                                          | 1158     |
| 103 | Женско становништво старо 15 и више година без школовања                                         | 2286     |
| 104 | Становништво старосног доба 15 и више година са непотпуним основним образовањем                  | 8557     |
| 105 | Мушко становништво старосног доба од 15 година и више са непотпуном основним образовањем         | 3539     |
| 106 | Женско становништво старосног доба 15 и више година са непотпуном основним образовањем           | 5018     |
| 107 | Становништво старо 15 и више година са комплетним основним образовањем                           | 17482    |
| 108 | Мушко становништво старо 15 година и више са комплетним основним образовањем                     | 8081     |
| 109 | Женско становништво старо 15 и више година са комплетним основним образовањем                    | 9401     |
| 110 | Становништво старосног доба 15 и више година са непотпуним средњим образовањем                   | 3463     |
| 111 | Мушко становништво старосног доба од 15 година и више са непотпуним средњим образовањем          | 1836     |
| 112 | Женско становништво старосног доба од 15 година и више са непотпуним средњим образовањем         | 1627     |
| 113 | Становништво старо 15 и више година са пуним секундарном образовањем                             | 15647    |
| 114 | Мушко становништво старосног доба од 15 година и више са пуним секундарном образовањем           | 7753     |
| 115 | Женско становништво старосног доба од 15 година и више са пуним секундарном образовањем          | 7894     |
| 116 | Становништво старије од 18 година са постосновним образовањем                                    | 33181    |
| 117 | Мушко становништво старије од 18 година са постосновним образовањем                              | 15964    |
| 118 | Женско становништво старије од 18 година са постосновним образовањем                             | 17217    |
| 119 | Просечна оцена школовања                                                                         | 9.51     |
| 120 | Просечан ниво образовања мушке популације                                                        | 9.79     |
| 121 | Просечан ниво образовања женског становништва                                                    | 9.27     |
| 122 | Економски активно становништво                                                                   | 49383    |
| 123 | Економски активна мушка популација                                                               | 32236    |
| 124 | Економски активна женска популација                                                              | 17147    |
| 125 | Становништво које није економски активно                                                         | 42069    |
| 126 | Мушко становништво које није економски активно                                                   | 10675    |
| 127 | Женско становништво које није економски активно                                                  | 31394    |
| 128 | Запослено становништво                                                                           | 48139    |
| 129 | Запослено мушко становништво                                                                     | 31338    |
| 130 | Запослено женско становништво                                                                    | 16801    |
| 131 | Незапослена популација                                                                           | 1244     |
| 132 | Незапослена мушка популација                                                                     | 898      |
| 133 | Незапослена женска популација                                                                    | 346      |
| 134 | Становништво без права на здравствене услуге                                                     | 65599    |
| 135 | Становништво које има право на здравствене услуге                                                | 53739    |
| 136 | Становништво које има право на ИМСС                                                              | 32225    |
| 137 | Становништво које има право на социјално осигурање                                               | 3772     |
| 138 | Становништво које има право на државно социјално осигурање                                       | 1816     |
| 139 | Становништво које има право на опште осигурање или здравствено осигурање за нову генерацију      | 12474    |
| 140 | Становништво које је било једном или није било у браку током 12 година и више                    | 33084    |
| 141 | Венчано или уједињено становништво од 12 година и више                                           | 50241    |
| 142 | Становништво које је било у браку или уједињено 12 година и више                                 | 8319     |
| 143 | Становништво са католичком религијом                                                             | 105671   |
| 144 | Протестанти, еванђелисти и библијски следбеници различити од еванђелиста                         | 8740     |
| 145 | Становништво са другим религијама различитим од претходних                                       | 179      |
| 146 | Становништво без религије                                                                        | 2336     |
| 147 | Укупно пописаних домаћинства                                                                     | 28961    |
| 148 | Пописна домаћинства на челу са мушкарцима                                                        | 21687    |
| 149 | Пописна домаћинства на челу са женама                                                            | 7274     |
| 150 | Становништво у пописним домаћинствима                                                            | 119301   |
| 151 | Становништво у пописним домаћинствима на челу са мушкарцима                                      | 93843    |
| 152 | Становништво у пописним домаћинствима на челу са женама                                          | 25458    |
| 153 | Укупно домаћинстава                                                                              | 35677    |
| 154 | Укупно насељених домаћинстава                                                                    | 29209    |
| 155 | Укупно приватних кућа                                                                            | 35429    |
| 156 | Насељени приватни домови                                                                         | 28961    |
| 157 | Укупно насељених приватних кућа                                                                  | 29205    |
| 158 | Ненасељене приватне куће                                                                         | 4952     |
| 159 | Појединачна домаћинства за привремену употребу                                                   | 1516     |
| 160 | Становници у насељеним приватним кућама                                                          | 119301   |
| 161 | Насељеност станара у приватним становима                                                         | 4.12     |
| 162 | Просечно становника по соби у приватним насељеним домаћинствима                                  | 1.02     |
| 163 | Појединачна домаћинства са подовима од различитих материјала од земље                            | 27706    |
| 164 | Појединачна домаћинства у приземљу                                                               | 1065     |
| 165 | Појединачна домаћинства са једном спаваћом собом                                                 | 8825     |
| 166 | Појединачна домаћинства са две спаваће собе и више                                               | 20012    |
| 167 | Појединачна домаћинства са једним собом                                                          | 1766     |
| 168 | Појединачна домаћинства са две собе                                                              | 4230     |
| 169 | Појединачна домаћинства са 3 собе и више                                                         | 22803    |
| 170 | Појединачна домаћинства која имају електрично светло                                             | 28715    |
| 171 | Појединачна домаћинства која немају електрично светло                                            | 143      |
| 172 | Појединачна домаћинства која имају водоводну воду у стамбеном простору                           | 20394    |
| 173 | Појединачна домаћинства која немају водоводну воду у стамбеном простору                          | 8370     |
| 174 | Појединачна домаћинства која имају тоалет                                                        | 27777    |
| 175 | Појединачна домаћинства која имају канализацију                                                  | 27320    |
| 176 | Појединачна домаћинства која немају канализацију                                                 | 1444     |
| 177 | Појединачна домаћинства која имају електрично светло, довод воде из јавне мреже и канализацију   | 20068    |
| 178 | Појединачна домаћинства без икаквих услова                                                       | 380      |
| 179 | Појединачна домаћинства која имају радио                                                         | 25368    |
| 180 | Појединачна домаћинства која имају телевизор                                                     | 27659    |
| 181 | Појединачна домаћинства која имају фрижидер                                                      | 22573    |
| 182 | Појединачна домаћинства која имају машину за веш                                                 | 17929    |
| 183 | Појединачна домаћинства која имају аутомобил или комби                                           | 13631    |
| 184 | Појединачна домаћинства која имају рачунар                                                       | 10656    |
| 185 | Појединачна домаћинства која имају фиксну телефонску линију                                      | 17343    |
| 186 | Појединачна домаћинства која имају мобилни телефон                                               | 18191    |
| 187 | Појединачна домаћинства која имају приступ интернету                                             | 8429     |